# Space Ritual
Az 1973-as The Space Ritual Alive in Liverpool and London a Hawkwind dupla koncertlemeze. Negyedik albumuk a Brit albumlistán a 9., míg a Billboard 200 listán a 179. helyig jutott. Szerepel az 1001 lemez, amit hallanod kell, mielőtt meghalsz című könyvben.
A felvételek a Doremi Fasol Latido album turnéján készültek, így ezek a dalok adják a lemez magját; továbbá szerepel rajta három új dal (Born To Go, Upside Down és Orgone Accumulator). A dalok közt felvezetőszöveg hallható, ami egy folytatódó előadássá teszi az albumot.

## Az album dalai
| 1. | Earth Calling          | Robert Calvert      | 1:44 |
| 2. | Born To Go             | Calvert, Dave Brock | 9:56 |
| 3. | Down Through The Night | Brock               | 6:16 |
| 4. | The Awakening          | Calvert             | 1:32 |

| 1. | Lord Of Light    | Brock                       | 7:21 |
| 2. | Black Corridor   | Michael Moorcock            | 1:51 |
| 3. | Space Is Deep    | Brock                       | 8:13 |
| 4. | Electronic No. 1 | Dik Mik Davies, Del Dettmar | 2:26 |

| 1. | Orgone Accumulator    | Calvert, Brock | 9:59 |
| 2. | Upside Down           | Brock          | 2:43 |
| 3. | 10 Seconds Of Forever | Calvert        | 2:05 |
| 4. | Brainstorm            | Turner         | 9:20 |

| 1. | 7 By 7                        | Brock             | 6:11 |
| 2. | Sonic Attack                  | Moorcock          | 2:54 |
| 3. | Time We Left This World Today | Brock             | 5:47 |
| 4. | Master Of The Universe        | Nik Turner, Brock | 7:37 |
| 5. | Welcome To The Future         | Calvert           | 2:04 |

## Közreműködők
- Robert Calvert – ének
- Dave Brock – gitár, ének
- Nik Turner – szaxofon, fuvola, ének
- Lemmy (Ian Kilmister) – basszusgitár, ének
- Dik Mik (Michael Davies) – szintetizátor
- Del Dettmar – szintetizátor
- Simon King – dob

## Fordítás
Ez a szócikk részben vagy egészben a Space Ritual című angol Wikipédia-szócikk ezen változatának fordításán alapul.  Az eredeti cikk szerkesztőit annak laptörténete sorolja fel. Ez a jelzés csupán a megfogalmazás eredetét és a szerzői jogokat jelzi, nem szolgál a cikkben szereplő információk forrásmegjelöléseként.